# Serguéi Witte
Serguéi Yúlievich Witte, primer conde Witte (en ruso: Серге́й Ю́льевич Ви́тте; Odesa, 29 de junio de 1849-13 de marzo de 1915) fue ministro de Hacienda del Imperio ruso en el régimen del zar Alejandro III desde 1893, defensor del desarrollo industrial y económico y de los empréstitos extranjeros. En 1897, consiguió introducir en Rusia el patrón oro. Tras la paz con Japón en 1905 y haber sido primer ministro interino de Nicolás II, fue destituido por este tras la instauración de la primera Duma. Fue el autor de hecho del Manifiesto de Octubre que abrió el camino para la transformación de Rusia en una monarquía constitucional.
Serguéi Witte era hijo de madre rusa y padre originario de los alemanes del Báltico que sufrió reveses económicos en la provincia de Georgia, por tanto en medio de la pobreza, Witte supo forjarse un camino hacia el círculo del zar.
Witte era una persona que generaba controversias profundas, ya sea simpatías o antipatías, de carácter extrovertido, muy egocéntrico y dado a presumir de sus logros y aptitudes, con un gran carisma y de innegable inteligencia y capacidad administrativa. Tuvo éxitos en la administración del zar Alejandro III que lo dejaron con buen pie ante Nicolás II, quien lo mandó a llamar para negociar la mediación ofrecida por Estados Unidos. El zar lo destituyó del Ministerio de Hacienda el 16 de agosto de 1903. Witte había sido uno de los partidarios más firmes de la posición moderada en el Extremo Oriente y el zar había nombrado dos semanas antes virrey de la región a su principal adversario, el almirante Yevgueni Alekséyev, que propugnaba la anexión rusa de Manchuria. El soberano lo destituyó para librarse de la tutela política de Witte, que ya no soportaba. Ante un Japón victorioso en la batalla de Tsushima (1905), Witte obtuvo aparentemente buenos resultados para la vencida Rusia. Fue nombrado ministro del Interior en calidad de interino y además se le concedió el título de conde.
Sin embargo, la estrella de Witte declinó ante la creciente efervescencia revolucionaria tras el Domingo sangriento del 22 de enero de 1905. Al escapársele de las manos la situación política, fue destituido por Nicolás II tras la instauración de la primera Duma, que dejaba al régimen autocrático del zar en una posición muy desventajosa. 
Nicolás II se refirió a Witte en duros términos tras ser despedido diciendo: «No encargaría nunca más ningún tipo de trabajo a este hombre». Sin embargo, Nicolás II volvería a verlo, pero solo dos veces y en calidad de visitante.
Falleció en 1915 de un síncope cardíaco.

## Reconocimientos
En 1894, fue proclamado «Ciudadano ilustre de la ciudad de Kazán».
El 25 de septiembre de 1905, le fue concedido por el Emperador Nicolás II de Rusia el título de conde.